# René Hauben
Pour les articles homonymes, voir Hauben.
René Hauben, né le 9 décembre 1912 à Bressoux et mort le 11 février 1995 à Aubenas, est un peintre belge.

## Biographie
Né en 1912 à Bressoux, René Hauben est élève de l'Académie des Beaux-Arts de Liège, où il devient professeur à partir de 1943,. Il y enseigne jusqu'en 1972.
René Hauben est peintre et auteur de tapisseries,. Selon l'historien de l'art Paul Piron, il evolue « d'un expressionnisme spontané, inspiré de la figure humaine, vers l'abstraction  avec des compositions d'inspiration comique ».
Il meurt le 11 février 1995 à Aubenas.